# Куче терапевт
Кучето терапевт е куче, което е обучено да осигурява обич, комфорт и подкрепа на хора, на места като болници, домове за възрастни хора, училища, библиотеки, хосписи или райони за бедствия. За разлика от кучетата помощници, които са обучени да помагат на конкретни пациенти с техните ежедневни физически нужди, терапевтичните кучета са обучени да взаимодействат с всякакви хора.
Използването на кучета за терапия е използвано неведнъж през последните няколко века, включително от хора като Флорънс Найтингейл, Зигмунд Фройд и Илейн Смит.

## Сертифициране
За да може едно куче да бъде добър кандидат и да получи сертификат, то трябва да бъде спокойно и социално с непознати, както и да не изпитва трудност при приспособяването към силни шумове и бързи движения. 
В САЩ има определени стъпки, необходими на кучето да получи сертификат от национална организация като Алианса на терапевтичните кучета. Тестват се за добро поведение, включващо не скачане върху хора и способност да ходят на хлабава каишка. Точните изисквания за тестване и сертифициране се различават в зависимост от изискванията на организацията. Някои организации предлагат класове като „защита от разсейване“, което засилва способността на кучето да се фокусира, както и терапевтично обучение, за да помогне на кучето и собственика на кучето за терапевтични посещения. 
Въпреки че терапевтичните кучета не са ограничени до определен размер или порода, най-често срещаните породи, извършващи терапевтични дейности, са голдън ретрийвърът и лабрадор ретривърът.  Кавалер Кинг Чарлз шпаньолите се считат за кучета с естествена терапия, тъй като са били отглеждани като кучета-компаньони. По тази причина обичат да срещат нови хора, включително деца, много са нежни и са нетърпеливи да седят в скута на някого за дълги периоди от време. 
Кучетата терапевти предлагат много ползи за пациентите. Например помагат им да участват във физически дейности и ги насърчават да имат когнитивни, социални и комуникационни цели. 

## История
Флорънс Найтингейл е пионер в идеята за терапия, асистирана от животни (AAT). Тя открива, че безпокойството на пациентите от различни възрасти рязко е спаднало, когато са били в състояние да прекарват време с малки животни. 
Фройд също използва кучето си, за да подобри комуникацията със своите пациенти, тъй като вярва, че то може да усети напрежението на пациентите му. Смята, че на пациентите му в началото им е по-удобно да говорят, когато той е с кучето си, а след това, при разговора с него, се чувстват много по-удобно.
Друг човек, използвал терапевтични животни, е Илейн Смит,  регистрирана медицинска сестра. Докато един свещеник и кучето му гостуват, Смит забелязва удобството, което това посещение донася на пациентите. Именно поради тази причина през 1976 г. Смит стартира програма за обучение на кучета, които да посещават институции.

## Класификация
Много организации осигуряват оценка и регистрация за терапевтични кучета. Целта на типичните тестове е да гарантират, че кучето може да се справи с внезапни силни или странни звуци, може да ходи удобно по различни непознати повърхности, не се плаши от хора с бастуни, инвалидни колички или необичайни стилове на ходене или движение, разбира се добре с деца и възрастни хора, и така нататък. Институциите могат да канят, ограничават или забраняват достъпа на терапевтични кучета.

### Видове
Съществуват три класификации за терапевтични кучета. Най-често срещаният тип терапевтични кучета са кучетата за терапевтично посещение. Те обикновено са домашни домашни любимци, чийто собственик ги води в болници, старчески домове или рехабилитационни заведения, за да посети пациентите. Тези кучета се използват за подобряване на психичното здраве на пациентите чрез социализация и насърчаване.
Друг вид терапевтично куче са терапевтичните кучета, помагащи за извършване на терапия. Кучетата, които попадат в тази категория, са длъжни да предоставят помощ на пациентите за постигане на определени цели при тяхното възстановяване. Те работят, за да помогнат на пациентите да придобият двигателни умения, използване на крайници и координация между очите и ръцете. Те правят това, като извършват с пациентите определени дейности и игри, за да им помогнат да практикуват тези умения. Обикновено тези кучета се намират в рехабилитационни заведения.
Последният тип терапевтично куче е терапевтично куче в институция. Тези животни обикновено работят в домове за възрастни хора заедно с техните водачи. Живеят в съоръжението и помагат на пациенти с болест на Алцхаймер и други когнитивни и психични заболявания. 

## Ползи

### Психологически
Смята се, че терапията с животни подпомага много психологически здравословни проблеми като тревожност, депресия, социални умения.  
Допълнителни психологически ползи от програмите за терапевтични кучета в образователни условия са, че те могат да осигурят комфорт, приятелство, отклоняване на неприятните мисли и като цяло могат да помогнат на хората да се чувстват по-комфортно в нова ситуация.  

#### Психологически ползи в училищните условия
Университетът в Кънектикът използва терапевтични кучета в тяхната програма Paws to Relax, която се предлага по време на финалната седмица, за да помогне на учениците да се справят с повишената тревожност. Училището ги използва още и в други стресови ситуации, включително самоубийства и смъртоносни автомобилни катастрофи.  От 2011 г. юридическото училище в Йейл използва терапевтични кучета за подпомагане на ученици, изпитващи стрес.  Някои колежи и университети в САЩ водят кучета терапевти в кампуса, за да помогнат на студентите да се освободят от стреса.

### Физически
Взаимодействието с терапевтични кучета подобрява сърдечно-съдовото здраве и в резултат на това част от пациентите е възможно да се нуждаят от по-малко лекарства. Освен това, галенето на животни насърчава освобождаването на хормони, които могат да повишат настроенията, по-специално серотонин, пролактин и окситоцин. 
Освен това множество проучвания установяват понижени нива на кортизол при деца с аутистично разстройство от спектъра, при болни от сърдечна недостатъчност пациенти, както и при здравни специалисти, след физически контакт с куче. 

### Социални
Кучетата-терапевти насърчават по-голямо самочувствие у учениците и насърчават положителните взаимодействия с връстници и учители.  Освен това децата с аутизъм демонстрират повишени вербални способности и социално взаимодействие по време на терапевтични сесии, когато животните присъстват, в сравнение с традиционните терапевтични сесии без тях. 

## Опасения
Има някои опасения при използването на терапевтични кучета с деца и възрастни в различни обществени заведения. Някои включват хигиена, алергии, междукултурни очаквания, безопасност на участниците, хуманно отношение към животните и липса на последователен процес на обучение или сертифициране и отговорност. 
Именно затова, практикуващите терапия с животни следват указанията за чистота (къпане и четкане на кучета преди сесии, поддържане на ваксинациите в актуално състояние, подрязване на ноктите, измиване на ръцете преди и след посещения), за да облекчат повечето хигиенни проблеми.  Предварителните съображения относно отговорностите на ръководителите и институцията или организацията включват застраховки и проверки за справяне с отговорността.  Въпреки че застрахователните искове срещу обучени кучешки екипи са редки, препоръчва се да бъдат подготвени.  Също така хора, които имат алергии, развиват тревожност, когато са в близост до кучета, или като цяло се противопоставят на програмата не трябва да участват.